# Sodebo Ultim 3
Pour les articles homonymes, voir Sodebo (homonymie).
Sodebo Ultim 3 est un voilier trimaran destiné à la course au large de la classe Ultime skippé par Thomas Coville. Il est issu d'un développement secret d'un ensemble d'architectes et designers, notamment le Design Team Sodebo, Bañuls Design et le cabinet VPLP, pour remplacer le vieillissant Sodebo Ultim' (renommé Actual leader en 2019-2020) et rejoindre la nouvelle génération de classe Ultime représentée par les trimarans SVR-Lazartigue, Banque populaire XI, le Maxi Edmond de Rothschild, ainsi qu'Actual Leader (ex Macif). Il est dédié à la fois à des courses avec d'autres Ultimes et à la chasse de records, avec comme objectif suprême le record du tour du monde à la voile en solitaire.
Il participe à l'Armen Race en juin 2019 où il a fini 1er devant Edmond de Rothschild et Actual Leader, puis à la Rolex Fastnet Race en août 2019, où il a fini 3e derrière Edmond de Rotschild et Macif, séparés de seulement 58 secondes après un finish exceptionnel.
Le 25 novembre 2020, à 2 h 55, il commence sa tentative de Trophée Jules-Verne, avec un équipage de 7 hommes pour tenter de battre le précédent record de 40 jours, 23 heures, 30 minutes et 30 secondes détenu par Francis Joyon sur le trimaran IDEC Sport.
Ils abandonnent le 11 décembre à la suite d'une avarie de safran.

## Conception
La conception de Sodebo Ultim 3 a eu lieu à huis clos, et aucun croquis ni photo du bateau n'a fuité avant sa sortie du chantier naval, et ce afin de préserver la surprise sur l'agencement du cockpit.
Une autre particularité de sa conception a été son aspect ouvert et la gestion horizontale de celle-ci. Le Design Team Sodebo, VPLP (cockpit, coque, bras avants), Bañuls Design (architecture générale, appendices, prédictions), Martin Fischer (foils), GSEA Design (mât et études structurelles plateforme), North Sails (voiles et études aérodynamiques), Rivoyre Ingénierie (bôme et puits de foils), Steven Robert (études structurelles foils, safrans) et Hervé Devaux (conseil structure) ont tous été au cœur de la conception, apportant chacun sa spécialité et ses idées.
Selon Sodebo et Thomas Coville, c'était un réel projet humain qui bousculait les codes établis dans la conception de bateaux de course, et dont le but était de réellement prendre les meilleures idées venant de partout et de les compiler en un seul objet.
Comme presque tous les bateaux de course en solitaire de ces dernières années, il est entièrement conçu autour de son skipper, qui adapte l'ergonomie de celui-ci selon ses préférences et ses mesures, c'est le bateau qui est adapté au skipper et pas l'inverse, et cela permet un réel gain d'efficacité en mer.

### La principale innovation: la position du cockpit

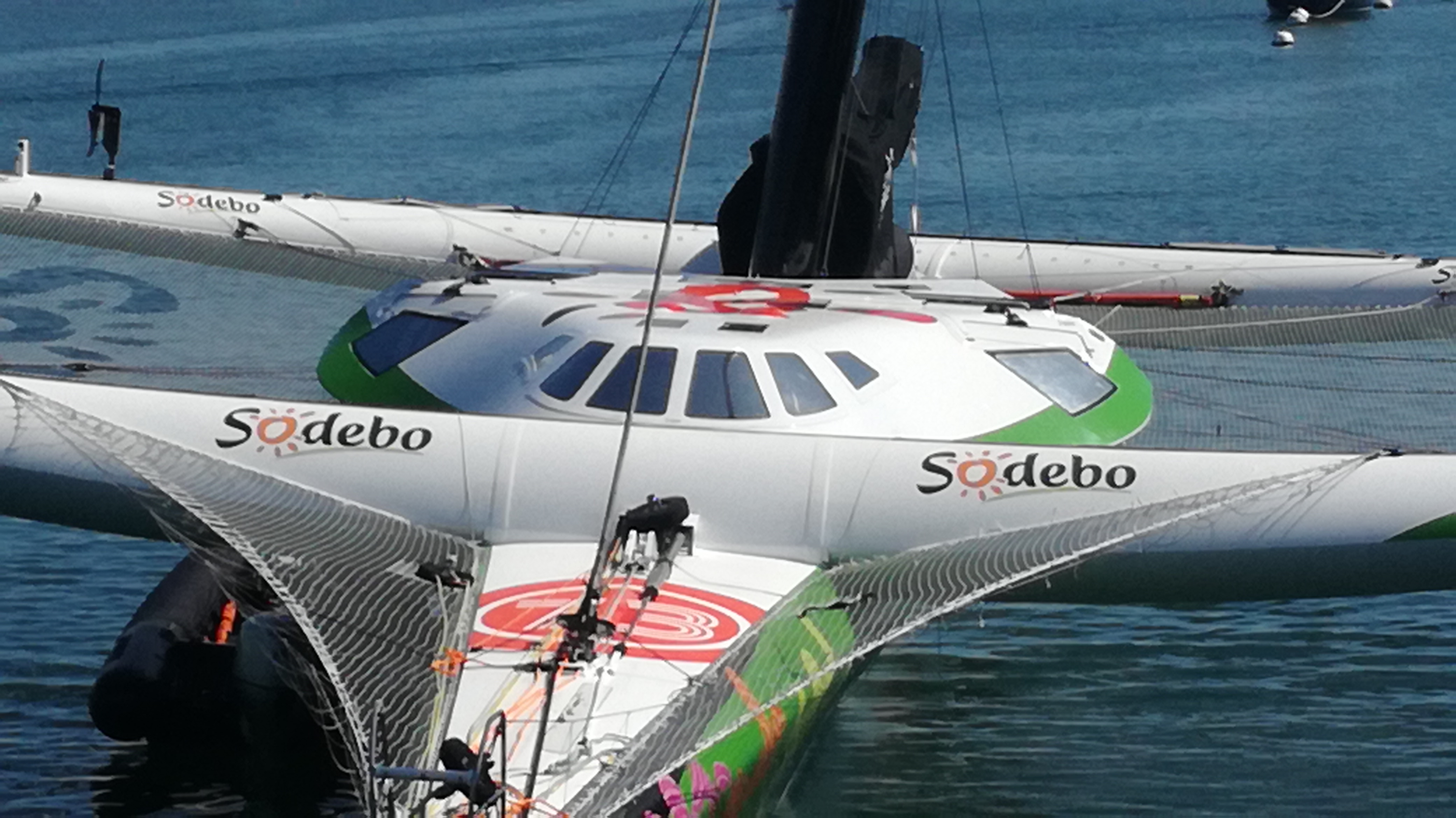
Le cockpit du bateau, en avant du mât

La principale innovation du bateau réside dans la position du cockpit, qui se trouve à l'avant du mât, environ 7m devant ce qui se faisait jusque là. Il s'agit d'une première mondiale, et cela a quatre buts :
- permettre une meilleure visibilité pour le skipper, qui ne sera pas gêné ni par le mât ni par la grand-voile, mais seulement par les voiles d'avant, qui n'occulteront que partiellement la vue.
- abaisser drastiquement la hauteur de la bôme, qui se trouve désormais presque au niveau du pont. Ainsi, plusieurs mètres carrés de voile sont transférés sur la partie basse de la grand-voile, et cela permet de réduire la taille du mât d'un mètre afin de réduire grandement la traînée engendrée par le haut de celui-ci. De plus, la bôme étant nettement plus basse, l'espace entre celle-ci et le pont est réduit et permet donc d'utiliser plus efficacement le vent naturellement attiré par la surface lisse du pont.
- déplacer du poids du haut du mât au bas de la grand-voile afin d'abaisser le centre de gravité, ce qui renforce la performance et la stabilité du bateau.
- déplacer le centre de gravité de 1,2 m vers l'avant[7], et surtout rapprocher le cockpit de celui-ci, ce qui diminue les secousses ressenties par le skipper. Les nuisances sont moindres, ce qui optimise la fatigue et la concentration du skipper, qui peut alors tenir plus longtemps et minimiser le risque donc atteindre des vitesses plus élevées pendant plus longtemps.

Par ailleurs, le cockpit est entièrement conçu autour du skipper, et tout est accessible facilement et rapidement afin d'optimiser au mieux les manœuvres et minimiser les déplacements de celui-ci. Thomas Coville parle d'« [un] habitacle complètement intégré et [qui] ressemble à un cockpit d'avion ».

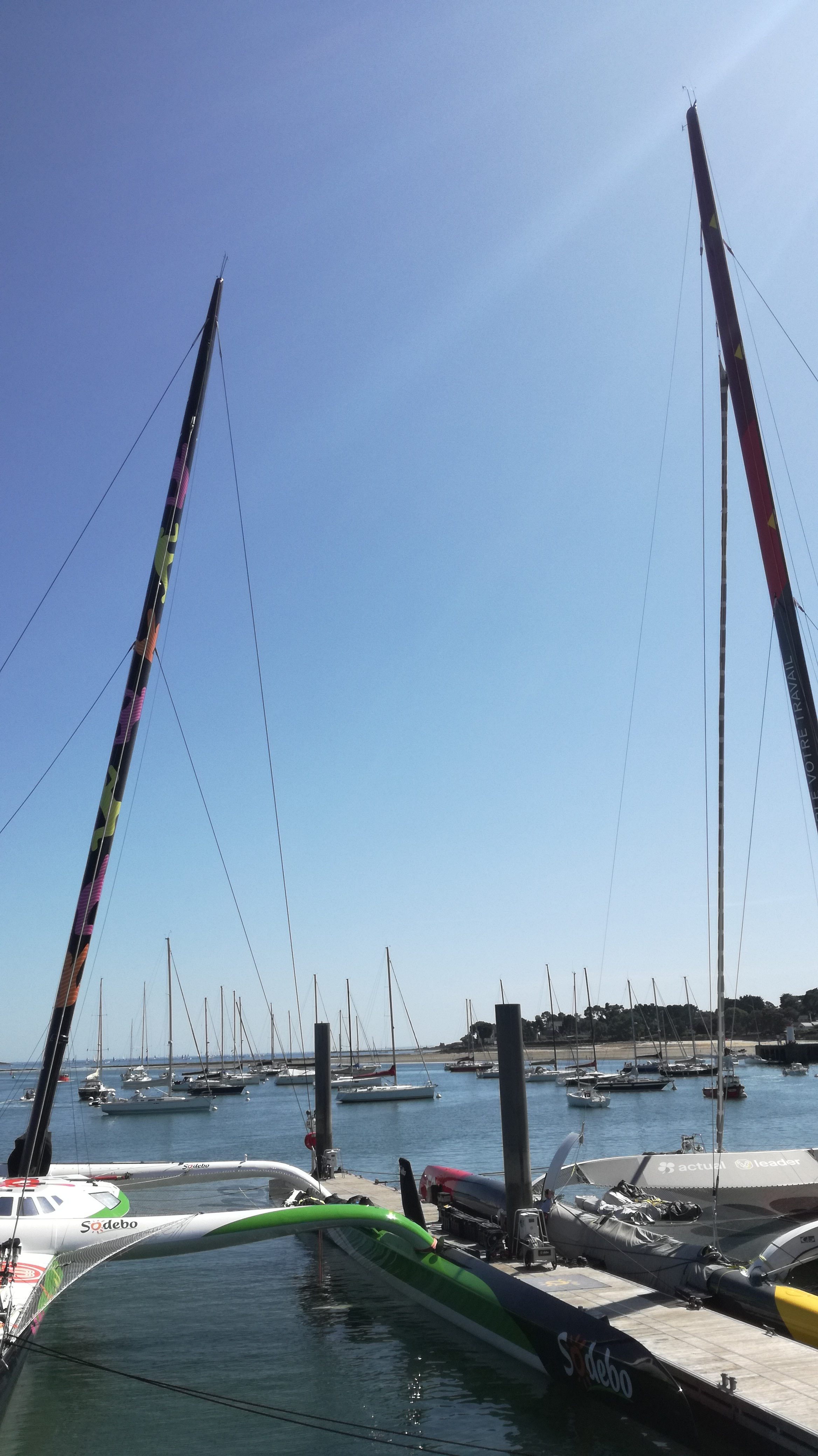
Comparaison entre les mâts d'Actual Leader (ex-Sodebo 2) et Sodebo 3

Ce pari nécessite toutefois une période d'adaptation pour le skipper, qui verra son chariot de grand-voile loin derrière lui ; seules des mesures à long terme pourront montrer ou non un avantage par rapport aux autres.

### Les foils et autres appendices
Comme tous les bateaux de sa catégorie, Sodebo Ultim 3 est équipé de foils. Ce sont des appendices hydrodynamiques situés sur chacun des flotteurs et qui sont ajustables. Ils font 4 m et peuvent se régler à la fois en hauteur et en angle (rake), respectivement pour la stabilité du bateau et pour l'optimisation de la portance. 
Contrairement au bateau précédent qui avait des foils courbés sur toute leur longueur, ceux-ci ont une forme en L, avec une partie verticale structurelle (shaft) et une partie horizontale qui génère la portance (tip).
Ils permettent au bateau de s'élever au-dessus des flots, jusqu'à plus de 1,5 m de hauteur. Ainsi, la coque ne touche plus l'eau et seuls les foils créent une traînée hydrodynamique, ce qui permet de presque éliminer le principal frein du bateau, et de consacrer toute la puissance à la propulsion et ainsi augmenter le rendement : presque toute l'énergie produite par les voiles sert à déplacer le bateau, les pertes sont minimales.
En complément de ceux-ci, les trois safrans et la dérive disposent de plans porteurs qui ajoutent de la surface de portance et permettent d'écarter ses zones d'application afin de stabiliser le bateau. Les deux foils et les safrans des flotteurs latéraux sont rétractables, afin de réduire la traînée créée lorsque ceux-ci sont au vent, donc inutiles pour lever le bateau, ainsi que les préserver d'éventuels chocs avec un OFNI ou un animal marin.
Le bateau dispose également d'une dérive sur le flotteur central, afin d'atténuer l'effet de dérive.

### Autres caractéristiques
Les étraves sont dites "inversées", c'est-à-dire que la partie la plus éloignée vers l'avant pointe vers le bas, comme une sorte de griffe, avec un poids minimal. Cela permet d'augmenter la longueur de flottaison, donc le potentiel de vitesse. Cependant, ceci rend les enfournages, c'est-à-dire les "plantages" dans l'eau, plus fréquents et dangereux. Le flotteur est donc très profilé dans une forme dite "en diamant", avec la partie haute de l'avant du flotteur assez étroite.
Les bras qui relient les flotteurs sont disposés en H, et non en X. Au lieu de revenir vers le milieu du bateau, ceux-ci sont simplement parallèles. Cela implique des forces plus importantes donc des bras renforcés et du poids en plus, mais permet d'en économiser en n'ajoutant pas de partie spécifique pour faire passer le chariot de grand-voile, contrairement à Banque Populaire IX par exemple. Ce compromis a été choisi pour limiter le poids sur le centre du bateau, où il y a déjà la cellule de vie, et le décaler vers les extrémités.
Le bateau est conçu autour de beaucoup d'électronique, avec un pilote automatique de dernière génération et de nombreux capteurs. Il y a en tout dans le bateau 330 m de fibre optique et 4 km de câbles électriques. Le skipper dispose de toutes les informations de vitesse, de vent, de houle, de foils etc. sur un afficheur accessible visuellement de manière permanente, ainsi que de nombreux outils de cartographie et de routage avancés, ainsi que d'une liaison satellite avec son équipe au sol. Il y a en réalité 3 afficheurs : un à l'intérieur pour les phases de navigation musclées et les périodes de repos, et un de chaque côté dehors sur le bras avant pour les phases où le skipper navigue avec la tête dehors en visuel direct sur la mer devant lui.
Sa grand-voile fait au maximum 277 m2, et le bateau peut atteindre une voilure au portant de 697 m2 (277 m2 GV + 420 m2 J0), et 447 m2 au près (277 m2 GV + 170 m2 J2).
C'est un bateau qui répond parfaitement aux critères de la jauge Ultime 32/23 : il mesure 32 m de long et fait 23 m de large.
Son poids n'est pas communiqué, mais il ferait probablement dans les 13,5-14 tonnes, là où son concurrent le plus léger fait 14 tonnes et le plus lourd presque 16 tonnes. Il serait même probablement le plus léger de tous, car ses innovations sont pensées principalement pour perdre du poids.
Il dispose également de 9 m2 d'espace de vie, ce qui est plus que sur l'ancien bateau (4,5 m2), que la moyenne des autres Ultimes (6 m2), et plus qu'à peu près tous les bateaux de course en solitaire.
Le coût du projet est d'environ 10 millions d'euros, financé en partie par la vente du bateau précédent.
Sa vitesse maximale n'a pour le moment jamais été atteinte, mais on l'estime à probablement plus de 50 nœuds. Celle-ci ne sera probablement jamais mesurée clairement, dans la mesure où cela implique un risque de casse important, et que la sécurité sera toujours privilégiée. Quoi qu'il en soit, le bateau a fréquemment dépassé les 40 voire 45 nœuds, qui sont les vitesses maximales atteintes par les concurrents en conditions réelles.

## Construction
Il aura fallu 55 000 heures au total pour concevoir le bateau, et près de 110 000 heures en tout pour le construire. Les flotteurs sont directement moulés sur les moules qui ont servi à Banque Populaire IX, et ce afin de réduire les coûts, cette forme de flotteurs ayant déjà prouvé son efficacité. Cependant, la technique de fabrication diffère, et Sodebo affirme qu'elle est plus solide (rappelons que Banque Populaire IX a eu des problèmes de casse de flotteurs). Le chantier Multiplast (Vannes) a construit la coque centrale, les flotteurs et le cockpit, tandis que le mât vient de Lorima (Lorient), le bras avant de CDK Technologies (Port-la-Forêt), le bras arrière et les foils de Persico Marine (Italie), la dérive de Gepetto (Lorient) et les safrans de Éole Composites (Treffléan).
Le bateau est montré le 2 mars 2019, mis à l'eau le 18 mars 2019, et est baptisé le 19 mai 2019 par Mike Horn, le célèbre navigateur et explorateur sud-africain, qui en devient son parrain.

## Historique

### 2017
Le 31 janvier 2017, le Team Sodebo annonce la construction d'un nouveau trimaran. La construction commence en juillet de la même année.

### 2019
Le 2 mars 2019, le bateau est dévoilé. Le 18 mars 2019, le bateau est mâté, mis à l'eau et effectue son transit vers La Trinité-sur-Mer. Les 22 et 27 mars ont lieu des tests, le premier avec uniquement la grand-voile, et l'autre avec toutes les voiles. Le 30 juin, il prend le départ de l'Armen Race, qu'il gagne le lendemain. Le 19 mai 2019, le bateau est baptisé aux Sables-d'Olonne, par Mike Horn. Entre le 14 juin et le 22 juillet, le bateau est mis en chantier pour résoudre les problèmes ergonomiques vus lors des premiers tests.
Le 3 août, Sodebo Ultim 3 prend le départ de la Rolex Fastnet Race, où il finira 3e derrière Edmond de Rothschild et Macif, et devant Actual Leader.
En novembre 2019, il participe à Brest Atlantiques,. Le Team Sodebo est contraint d'abandonner lors de son escale au Cap le 21 novembre, en raison de dommages aux foils bâbord et tribord, compromettant la sécurité du bateau, ainsi que plus tard au décrochage de l'arrière du flotteur tribord. Ils décident de le convoyer en équipage.
Le bateau rentre en chantier à la mi-décembre, pour réparer les dégâts de la Brest Atlantiques ainsi qu'utiliser les données acquises pendant plus de 8 mois pour optimiser l'ensemble.

### 2020
Le bateau sort de chantier le 18 mai 2020, pendant la pandémie de Covid-19. Le safran central ainsi que la dérive ont été revus et changés et l'ensemble de la plateforme a été optimisée et fiabilisée. Les tests reprennent quelques jours plus tard. D'après Thomas Coville, le bateau est "plus innovant", "plus engagé techniquement", et le développement est désormais axé sur l'essence du trimaran à foil, à savoir stabiliser un vol et l'optimiser ainsi que rendre celui-ci faisable dans la plus large gamme de vitesses possible sans compromettre la sécurité. Thomas Coville parle d'une version qui "n'a rien à voir avec celle de l'année 2019".
Le 25 novembre, à 2 h 55, il commence sa tentative de Trophée Jules-Verne, avec 7 équipiers. Sodebo Ultim 3 fait une pointe à 48,9 nœuds, et couvre 889,9 milles en 24 h (37,1 nœuds de moyenne) le 5 décembre. Ils engrangent jusqu'à 700 milles d'avance sur le record de Joyon. Leur moyenne baisse légèrement à un moment où IDEC Sport avait aligné des journées extraordinaires et l'avance de Sodebo Ultim 3 fond jusqu'au 11 décembre au sud des Îles Kerguelen, jour où Thomas Coville annonce qu'une avarie de safran non réparable les contraint à renoncer à leur tentative.

## Palmarès
- 2019 :
  - Vainqueur de l'Armen Race en juin 2019 en 27 h 59 min 23 s devant Edmond de Rothschild et Actual Leader[2].
  - 3e de la Rolex Fastnet Race en août 2019 en Ultime,1 h 23 derrière Edmond de Rothschild et Macif[3].
  - Abandon sur la Brest Atlantiques, à la suite de dommages structurels sur les foils.
- 2021 :
  - 2e du Défi Azimut, 13 minutes derrière Banque populaire XI.
  - 5e de la Transat Jacques-Vabre sur les cinq Ultimes engagés, co-skippé par Thomas Coville et Thomas Rouxel.
- 2022 :
  - 3e de la Route du Rhum 2022 au terme d'un match serré avec Charles Caudrelier et François Gabart où les 3 battent largement le record malgré des conditions météo moins favorables que les éditions précédentes.
- 2023 :
  - 4e de la Transat Jacques-Vabre sur les cinq Ultimes engagés, co-skippé par Thomas Coville et Thomas Rouxel.
- 2024 :
  - 2e de l'Arkéa Ultim Challenge avec Thomas Coville